# Stary Folwark (województwo warmińsko-mazurskie)
Stary Folwark – osada w Polsce położona w województwie warmińsko-mazurskim, w powiecie iławskim, w gminie Kisielice.
W latach 1975–1998 miejscowość położona była w województwie elbląskim.
W 2015 roku archeolodzy z Instytutu Archeologii Uniwersytetu Kardynała Stefana Wyszyńskiego w Warszawie odkryli w pobliżu osady grodzisko o charakterze kultowym z wczesnej epoki żelaza.